# ان‌جی‌سی ۲۰۲۳
سحابی بازتابی NGC 2023 یک سحابی در صورت فلکی شکارچی است و یکی از بزرگترین منابع هیدروژن مولکولی فلوئورسان و با طول چهار سال نوری یکی از بزرگترین سحابی‌ها در آسمان است منبع نورش ستاره HD 37903 است.

## نگارخانه

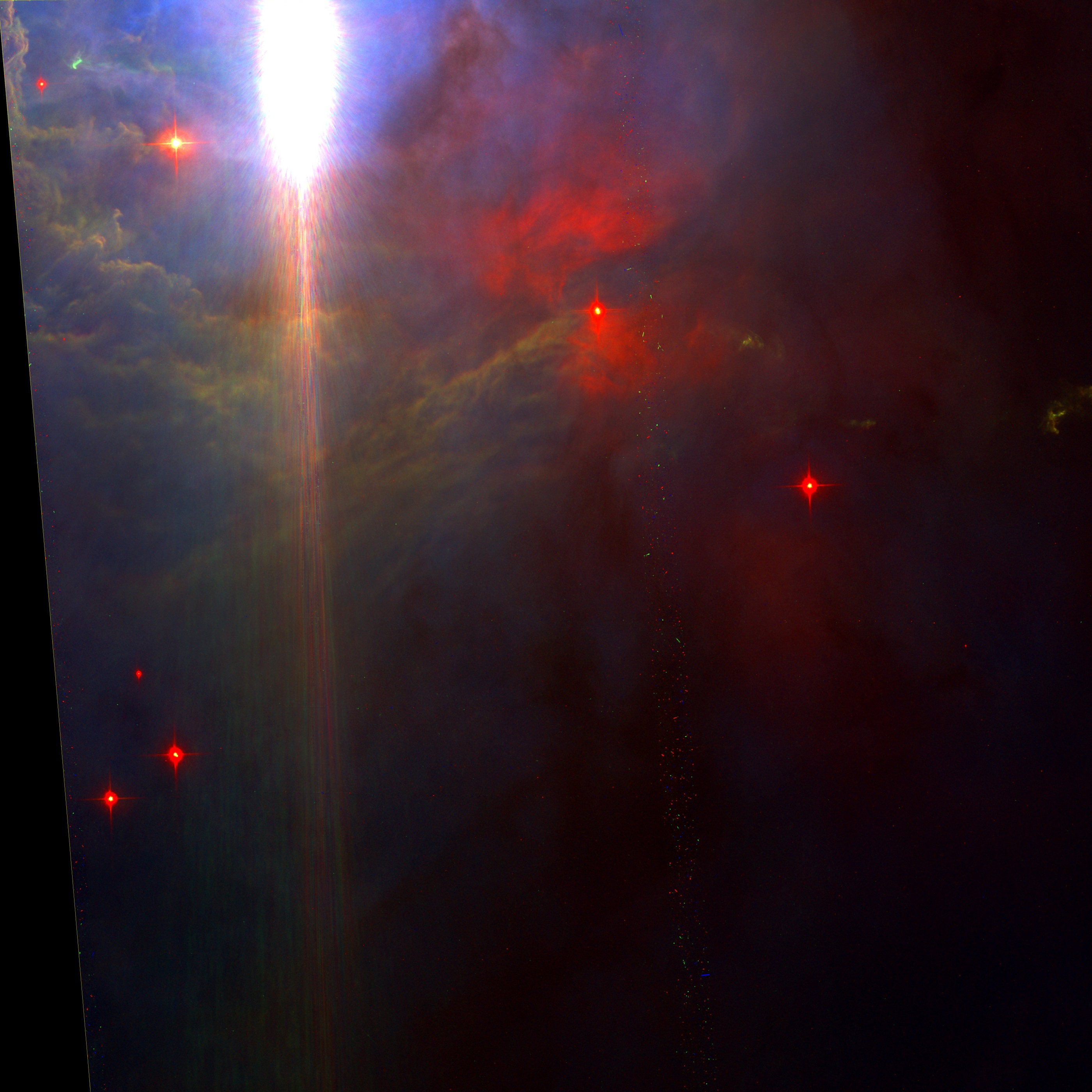